# Rezonancija (fizika)
Rezonancija je fizička pojava koja nastaje u sistemu koji prisilno osciluje kada se na određenoj frekvenciji pobude postiže maksimalna amplituda oscilovanja. Pojava rezonancije zavisi od prigušenja, tj. odnosa energije gubitaka i ukupne energije sistema. Kada se oscilirajućá sila primenjuje na rezonantnoj frekvenciji dinamičkog sistema, sistem osciluje većom amplitudom nego kada je ista sila primenjena na drugim, nerezonantnim frekvencijama.
Rezonancija se uočava u mnogim područjima fizike: mehanici, akustici, elektrotehnici, atomskoj i nuklearnoj fizici. Npr. u mehanici se rezonancija uočava kod vibriranja tela oko njegove vlastite vibracione frekvencije. Mala i ponavljana pokretna sila proizvodi vibracije većih amplituda. Kretanje ljuljaške je primer oscilatornog kretanja. Bilo da se ljuljaška njiše brzo ili sporo, prema i od, za svaki potpuni njihaj treba isto vreme. Frekvencija kretanja zavisi samo od dužine užeta ili žice koja nosi masu koja se njiše.

## Pojava rezonancije
Pojam rezonancije povezan je s porastom intenziteta oscilacija kada se učestalost spoljašnje sile koja uzrokuje oscilacije podudara s učestalošću rezonantne frekvencije sistema. Tokom tog procesa dolazi najčešće do naizmeničnog pretvaranja jednog oblika energije u drugi, kao na primjer kinetičke u potencijalnu, ili energije električnog polja u energiju magnetnog polja. Pojave vezane za rezonanciju mogu se, međutim, uočiti i u drugim fizičkim sistemima.
Prepoznatljiva karakteristika rezonantnih sistema je da jednom pobuđeni, mogu samostalno da osciluju još neko vreme u zavisnosti od prigušenja oscilatornog sistema. U zamišljenom idealnom rezonantnom sistemu gde nema prigušenja, rezonantni sistem bi nastavio da osciluje zauvek.

## Električni rezonantni sistemi
Premda postoje brojne vrste fizički različitih vrsta oscilovanja, posebno je zanimljiva pojava rezonancije u električnim oscilatornim kolima koja ima mnogobrojne primene u elektrotehnici. Najjednostavniji oscilatorni električni sistem se sastoji od električne zavojnice i električnog kondenzatora s odgovarajućim električnim induktivitetom, odn. električnim kapacitetom. Pobuđeno impulsom iz odgovarajućeg električnog izvora, oscilatorno kolo će vibrirati na način kojim energija određenom učestalošću naizmenično prelazi sa zavojnice na kondenzator i nazad na zavojnicu. Tokom tog procesa dolazi do naizmeničnog pretvaranja energije magnetskog polja u zavojnici u energiju električnog polja u kondenzatoru i nazad u energiju magnetskog polja u zavojnici. Energija prelazi u obliku naizmenične električne struje periodičnog sinusoidalnog oblika i to one frekvencije koja je određena rezonantnim svojstvima oscilatornog kola.
Električni rezonantni sistem može biti zamišljen, na primjer, kao serijsko oscilaciono kolo sastavljeno od idealnog induktiviteta L i idealnog kapaciteta C, gde oscilaciono kolo ne sadrži radne otpore koji bi uzrokovali gubitke energije. Pobudimo li takvo kolo da osciluje, strujnim krugom će poteći struja kao odziv na pobudu. To se može opisati opštom integralno diferencijalnom jednačinom:
{\displaystyle L{\frac {d}{dt}}i(t)+{\frac {1}{C}}\int i(t)dt=u(t)}
Rešenje ove diferencijalne jednačine u stacionarnom stanju je periodična funkcija oblika
{\displaystyle i(t)=A\sin(\omega t)\,}
koja se pojavljuje nakon pobude, gde je A amplituda oscilacija, a
{\displaystyle \omega =2\Pi \ f={\sqrt {(}}{\frac {1}{LC}})}
kružna frekvencija. Oscilaciono kolo će, dakle, neprigušeno periodično vibrirati kružnom frekvencijom koja je određena veličinom induktiviteta i kapaciteta. Ukoliko je u oscilatornom kolu prisutan i otpor, oscilatorni krug će oscilovati na nešto nižoj frekvenciji uz eksponencijalno prigušenje zavisno od otpora koji uzrokuje energetske gubitke.
Električni rezonantni sistemi imaju svojstvo da im u frekvencijskom području rezonancije električna impedancija poprima ekstremne vrednosti što ima i odgovarajući uticaj na veličinu električne struje u strujnom kolu kao odziva na vanjsku pobudu. Električna impedancija serijskog oscilatornog kruga bi u idealnim uslovima na rezonantnoj frekvenciji postala jednaka nuli, a električna impedancija paralelnog oscilatornog kola u istim uslovima beskonačno velika. Međutim, u stvarnim uslovima postizanje ekstrema je ograničeno rezultantnim otporom gubitaka u oscilatornom kolu (radni otpor zavojnice, odn. otpor izolacije kondenzatora) te je za slučaj serijskog oscilatornog kola električna struja određena kao
{\displaystyle I(j\omega )={\frac {U(j\omega )}{Z(j\omega )}}={\frac {U(j\omega )}{R_{s}+j(\omega L-{\frac {1}{\omega C}})}}}
gde su I, U i Z električna struja, napon i impedancija kao funkcije kružne frekvencije, Rs dodatni otpor gubitaka u serijskom spoju, L induktivitet zavojnice i C kapacitet kondenzatora u oscilatornom kolu. Na samoj rezonantnoj frekvenciji električna struja u strujnom kolu će biti ograničena dodatnim otporom gubitaka Rs u serijskom spoju.

## Mehanički rezonantni sistemi
Za razliku od električnih rezonantnih sistema koji se temelje na električnim veličinama, mehanički rezonantni sistemi temelje se na mehaničkim veličinama kao što su, na primer, sila i masa. Premda se mogu razmatrati fizički različiti mehanički rezonantni sistemi, najpoznatiji predstavnici su sistem tega i opruge, te sistem klatna.

### Rezonantni sistem tega i opruge
Obesimo li teg o prikladno učvršćenu oprugu, pomaknemo li zatim teg iz ravnotežnog položaja i otpustimo ga, teg će otpočeti periodično kretanje tokom kojeg će se naizmenična kinetička energija kretanja tega pretvarati u unutrašnju potencijalnu energiju opruge i obratno. Razmatranjem sila u rezonantnom stanju tega i opruge dolazimo do sledeće jednačine:
{\displaystyle m{\frac {d^{2}x}{dt^{2}}}+kx=0}
gde je m masa tega, k konstanta opruge, a x pomak tega. Rješenje ove diferencijalne jednačine u stacionarnom stanju je periodična funkcija oblika
{\displaystyle x(t)=A\sin(\omega t)\,}
koja se pojavljuje nakon probude, gde je A amplituda oscilovanja, a
{\displaystyle \omega =2\Pi \ f={\sqrt {\frac {k}{m}}}}
kružna frekvencija. Oscilacioni krug će, dakle, neprigušeno periodično oscilovati kružnom frekvencijom koja je određena veličinom mase tega i konstantom opruge. U stvarnosti je neophodno uzeti u obzir određena prigušenja koja se javljaju u obliku trenja vazduha i energetskih gubitaka usled promene oblika opruge, te će stvarna rezonantna frekvencija biti nešto niža, a oscilovanje će biti eksponencijalno prigušeno i zavisno od rezultantnog otpora trenja koji uzrokuje energetske gubitke.
Ovakav rezonantni sistem u frekvencijskom području rezonancije ima i neke dodatne osobine. Pod uticajem spoljašnje mehaničke sile dolazi do odziva sistema u obliku kretanja, gde je brzina kretanja tega mera tog odziva. U stvarnosti je takva brzina ograničena rezultantnim energetskim gubicima u mehaničkom oscilacionom sistemu. Međutim, uz dovoljno male gubitke u oscilacionom krugu brzina kretanja može i uz malu veličinu sile poprimiti velike vrednosti (slabo prigušen oscilacioni sistem) što se vidi iz jednakosti
{\displaystyle v(j\omega )={\frac {F(j\omega )}{R_{m}+j(\omega m-\omega k)}}}
gde su v i F brzina kretanja, odnosno mehanička sila kao funkcije kružne frekvencije, Rm rezultantno mehaničko trenje i ostalih gubici, m masa tega i k konstanta opruge.

### Rezonantni sistem klatna
Obesimo li neku masu o nerastezivu nit, pomaknemo li zatim masu iz ravnotežnog položaja i otpustimo je, ona će otpočeti periodično kretanje tokom kojeg će se naizmenično kinetička energija kretanja tega pretvarati u potencijalnu gravitacionu energiju tega i obratno. Razmatranjem sila u rezonantnom sistemu klatna, a za male pomake mase u odnosu na dužinu niti, dolazimo do sledeće jednačine:
{\displaystyle m{\frac {d^{2}x}{dt^{2}}}+m{\frac {g}{l}}x=0}
gde je m obešena masa, g gravitaciono ubrzanje, l dužina niti, a x pomak mase iz ravnotežnog položaja. Rešenje ove diferencijalne jednačine u stacionarnom stanju je periodična funkcija oblika
{\displaystyle x(t)=A\sin(\omega t)\,}
koja se pojavljuje nakon probude, gde je A amplituda oscilovanja, a
{\displaystyle \omega =2\Pi \ f={\sqrt {\frac {g}{l}}}}
kružna frekvencija. Klatno će, dakle, neprigušeno periodično oscilovati kružnom frekvencijom koja je zavisna od gravitacionog ubrzanja i dužine niti. U stvarnosti treba uzeti u obzir uticaj trenja vazduha, te će stvarna rezonantna frekvencija biti nešto niža, a oscilacije će biti eksponencijalno prigušeno i zavisno od trenja do kojeg dolazi prilikom kretanja mase i niti kroz vazduh.

## Akustička rezonancija
Akustička rezonancija nastaje kada se oscilovanjem pobudi vazdušni stub u određenom prostoru i u njemu stvori stojeći talasi. Ona je poželjna kod žičanih instrumenata (rezonantne kutije, na primer violine i gitare) te u određenim uslovima u koncertnim dvoranama ili pozorištima, a nepoželjna u radnim prostorima kao što su fabričke dvorane u kojima povećava buku. Akustički rezonantni sistemi su tvorevine unutar kojih osciluje vazduh. To oscilovanje se, u osnovi, može pojaviti u dva oblika. Prvi oblik se pojavljuje, na primer, u zvučničkoj basrefleksnoj kutiji. Drugi oblik takvog oscilovanja javlja se u obliku stojećeg talasa stuba vazduha zatvorenog u duguljast prostor s otvorom na vrhu i osnova je konstrukcije brojnih muzičkih instrumenata.

## Literatura
- Katsuhiko Ogata (2005). System Dynamics (4th изд.). University of Minnesota. стр. 617.
- William McC. Siebert (1986). Circuits, signals, and systems. MIT Press. стр. 113. ISBN 9780262192293.
- S Spinner, WE Tefft, A method for determining mechanical resonance frequencies and for calculating elastic moduli from these frequencies. American Society for testing and materials.
- CC Jones, A mechanical resonance apparatus for undergraduate laboratories. American Journal of Physics, 1995.
- U.S. Patent 1.414.077 Method and apparatus for inspecting materials
- U.S. Patent 1.517.911 Apparatus for testing textiles
- U.S. Patent 1.598.141 Apparatus for testing textiles and like materials
- U.S. Patent 1.930.267 Testing and adjusting device
- U.S. Patent 1.990.085 Method and apparatus for testing materials
- U.S. Patent 2.352.880 Article testing machine
- U.S. Patent 2.539.954 Apparatus for determining the behavior of suspended cables
- U.S. Patent 2.729.972 Mechanical resonance detection systems
- U.S. Patent 2.918.589 Vibrating-blade relays with electro-mechanical resonance
- U.S. Patent 2.948.861 Quantum mechanical resonance devices
- U.S. Patent 3.044.290 Mechanical resonance indicator
- U.S. Patent 3.141.100 Piezoelectric resonance device
- U.S. Patent 3.990.039 Tuned ground motion detector utilizing principles of mechanical resonance
- U.S. Patent 4.524.295 Apparatus and method for generating mechanical waves
- U.S. Patent 4.958.113 Method of controlling mechanical resonance hand
- U.S. Patent 7.027.897 Apparatus and method for suppressing mechanical resonance in a mass transit vehicle
- Kuttruff, Heinrich (2007). Acoustics: An Introduction. Taylor & Francis. стр. 170. ISBN 978-0-203-97089-8.
- Raichel, Daniel R. (2006). The Science and Applications of Acoustics. Springer. стр. 145–149. ISBN 978-0387-26062-4.
- Olofsson, Kent (4. 2. 2015). „Resonances and Responses”. Divergence Press. University of Haddersfield Press (4).
- Nederveen, Cornelis Johannes, Acoustical aspects of woodwind instruments. Amsterdam, Frits Knuf, 1969.
- Rossing, Thomas D., and Fletcher, Neville H., Principles of Vibration and Sound. New York, Springer-Verlag, 1995.

## Spoljašnje veze
- Definicija rezonancije
- Rezonancija Архивирано на веб-сајту  (3. јануар 2017) - poglavlje onlajn udžbenika